# Ashima Shiraishi
Ashima Shiraishi (Nueva York, 3 de abril de 2001) es una escaladora estadounidense. Comenzó a escalar con su padre a los seis años en la Rat Rock de Central Park. En pocos años se convirtió en una de las mejores escaladoras de bulder y deportivas del mundo. Sus sobresalientes logros incluyen primeros puestos en competiciones internacionales, varias primeras ascensiones femeninas y ascensiones más jóvenes y varios patrocinios corporativos. Aparece en varias cortometrajes documentales y es la protagonista del cortometraje documental "Return to the Red" (2012)..
The New York Times la ha descrito un "fenómeno del bulder". Outside Magazine la ha descrito como una "joven trituradora". A los 13 años se convirtió en la segunda mujer y la persona más joven en escalar una ruta deportiva con un grado de dificultad de 5.14d / 5.15a (9a / 9a+). En 2016 logró el segundo ascenso del V15 Horizon en el monte Hiei, en Japón, y se convirtió en la primera escaladora femenina en escalar ese grado.

## Biografía
Ashima nació en Nueva York el 3 de abril de 2001. Es la única hija de Tsuya y Hisatoshi Shiraishi, que emigraron en 1978 desde Japón a Nueva York. Su padre, Hisatoshi "Poppo" Shiraishi, fue entrenado como bailarín en Butō. Cuando tenía 6 años sus padres la llevaron a Central Park y descubrió Rat Rock, donde comenzó a escalar rocas y más tarde comenzó a escalar en Brooklyn Boulders, en Gowanus, Brooklyn.
Comenzó a escalar competitivamente a los 7 años, en 2008, y se emparejó con el entrenador Obe Carrion, un alpinista consumado. Su asociación terminó en 2012, en gran parte debido a las tensiones y desacuerdos entre Carrion y el padre de Ashima (que ha sido su entrenador desde entonces).
Ashima obtuvo notoriedad por hacer bulder a un nivel muy alto desde muy joven. A los 8 años escaló el clásico problema de bulder Power of Silence (V10), en Hueco Tanks, Texas. A los 9 años, también escaló Chablanke (V11 / 12) y Roger in the Shower (V11) en Hueco Tanks, y varios otros bulders difíciles. A los 10 años, escaló la notoria Crown of Aragorn (V13) de Ethan Pringle también en Hueco Tanks. Es la persona más joven que ha escalado este grado, y una de las pocas escaladoras que escalan un V13 confirmado.
También se ha destacado en escalada guiada. A los 11 años, en octubre de 2012, escaló Southern Smoke en Red River Gorge, una escalada deportiva de grado 5.14c (8c+), convirtiéndose en la persona más joven en escalar una ruta de esta dificultad.
En 2013, Ashima continuó destacando tanto en bulder como en escalada guiada, añadiendo a su lista un 5.14a (Slow Food en Céüse), dos V13 más (One Summer in Paradise y Automator) y finalmente dos 5.14c (24 Karats y 50 Words for Pump). En julio de 2014 escaló lo que podría ser su primer V14, Golden Shadow; sin embargo, hay una sugerencia de que Golden Shadow es V13 o V13 / V14. Ella fue la segunda escaladora oficialmente registrada (después de Tomoko Ogawa) en escalar con éxito un problema de V14. El primer día de 2015 escaló su segundo V14 (V13 / V14), The Swarm, reclamando la primera escalada femenina del problema.
A los 13 años, Ashima escaló su primer 5.14d (9a), Open Your Mind Direct R1 en Santa Liña. Se pensaba que la ruta era más dura mientras Ashima lo intentaba, porque unos meses antes se había roto un enganche cerca de la cima. Sin embargo, el día de Navidad de 2015 Edu Márin García escaló la ruta superando el punto final de Ashima hasta la segunda cima y confirmó la ruta de Ashima como 5.14d (9a). En ese mismo viaje, Ashima ascendió a Ciudad de Dios, convirtiéndose en la atleta más joven en escalar 5.14d/5.15a (9a / 9a+) y la segunda escaladora en escalar a ese nivel. La ruta ha sido escalada por otros 6 atletas, pero aún no hay un consenso definitivo sobre si la calificación es 5.14d o 5.15a.
En 2015, 2016 y 2017, Ashima ganó los Campeonatos Mundiales Juveniles de la IFSC tanto en guiada como en bulder en la categoría femenina Juvenil B. En marzo de 2016, a los 14 años, escaló el problema de rocas Horizon (8C / V15) en el monte Hiei, Japón. Ella es la segunda persona en finalizar este problema. Además, con este logro se convirtió en la primera mujer escaladora y en el escalador más joven en escalar este grado de bulder. Unos meses más tarde, escaló Sleepy Rave, otro V15 (o V14 según algunos), en el Parque Nacional de Grampians, Australia. 
En 2017, fue la ganadora en la categoría de deportes femeninos en el Campeonato Nacional de Escalada Deportiva y de Velocidad de EE. UU. (nacionales SCS) celebrados en Denver, Colorado, y se ubicó en segundo lugar en los Nacionales de Escalada en Bulder de EE.UU. (nacionales ABS) tras la 10 veces campeona Alex Puccio. En el mismo año, comenzó a competir en la Copa del Mundo de Escalada como adulta.
Está patrocinada por Evolv, The North Face, Clif Bar, Petzl, Coca-Cola Japón, All Nippon Airways y Nikon.
Aparece junto con su compañera escaladora estadounidense Kai Lightner en el cortometraje "Young Guns" en Reel Rock 11 (por Sender Films). La película cubre su intento exitoso de la escalada 8C (V15) en Japón en 2016.

## Rankings

### Campeonatos Mundiales de Escalada
Juvenil
| Disciplina | 2015 Juvenil B | 2016 Juvenil B | 2017 Juvenil A |
| ---------- | -------------- | -------------- | -------------- |
| Guiada     | 1              | 1              | 1              |
| Bulder     | 1              | 1              | 1              |
| Velocidad  | -              | -              | 28             |
| Combinado  | -              | -              | 2              |

## Ascensos notables

### Problemas de bulder
8C:
- Horizon - Mount Hiei (JPN) - 2015 
- Sleepy Rave - Parque nacional de los Montes Grampianos  (AUS) - 2016 - Algunos sugieren que la calificación de este problema es realmente V14

8B+:
- Phenomena - Hinokage (JPN) - 2015 
- Nuclear War - Nueva York (EE. UU.) - 2015 
- Golden Shadow - Rocklands (montañas Cederberg, ZAF) - 2014

8B:
- Mana - Parque nacional de los Montes Grampianos (AUS) - 2016 
- Terre de Sienne - Hueco Tanks (EE. UU.) - 2015 
- The Swarm - Bishop (EE. UU.) - 2015 - Algunos dicen que puede ser un 8B/+(V13/14). 
- Blood Meridian - Bishop (EE. UU.) - 2014 
- Beta Move - Rocklands (Montes Cederberg, ZAF) - 2014 
- The Automator - Parque Nacional de las Montañas Rocosas (EE. UU.) - 2013 
- One Summer in Paradise - Magic Wood (CHE) - 2013 
- Fragile Steps - Rocklands (Montes Cederberg, ZAF) - 2012 
- Steady Plums Direct - Topside (ZAF) - 2012 
- Crown of Aragorn - Hueco Tanks (USA) - 2012 - Persona más joven en escalar la dificultar 8B (V13).

Otros logros en bulder:
- Chblanke - V11/V12 (8un/8un+)
- Ashimandala - V11
- Roger in the Shower - V11
- Power of Silence - V10

### Rutas trabajadas
9a o 9a + (5.14d o 5.15a): 
- Ciudad de Dios - Santa Liña (ESP) - 23 de marzo de 2015 - Primera ascensión femenina. La ruta ha sido repetida por otros, pero no han llegado a un consenso sobre su grado.

9a (5.14d):
- Open Your Mind Direct R1 - Santa Liña (ESP) - 17 de marzo de 2015 - Primera ascensión femenina. Inicialmente, la ruta se calificó 9a (5.14d), pero después un agarre se rompió, lo que llevó a la especulación de que la ruta podría haber sido más difícil, posiblemente 9a+. Ashima fue la primera escaladora que subió después de que se rompiese el agarre. Sin embargo, en diciembre de 2015, Edu Márin García escaló la ruta pasando el punto final de Ashima hasta una cima más alta y confirmó la calificación inicial de 9a (5.14d) para la ruta de Ashima..

8c+ (5.14c):  
- Southern Smoke - Red River Gorge (EE. UU.) - septiembre de 2012 
- Lucifer - Red River Gorge (EE. UU.) - septiembre de 2012 
- 24 Karats - Red River Gorge (EE. UU.) - octubre de 2013 
- 50 Words for Pump - Red River Gorge (EE. UU.) - octubre de 2013 
- La Fabela - Santa Liña (ESP) - marzo de 2014 - Primera ascensión femenina

Grado de escalada 8c:
- Digital system - Santa Liña (ESP) - marzo de 2014 
- Rollito Sharma extension - Santa Liña (ESP) - marzo de 2014